# Madama Lucrezia

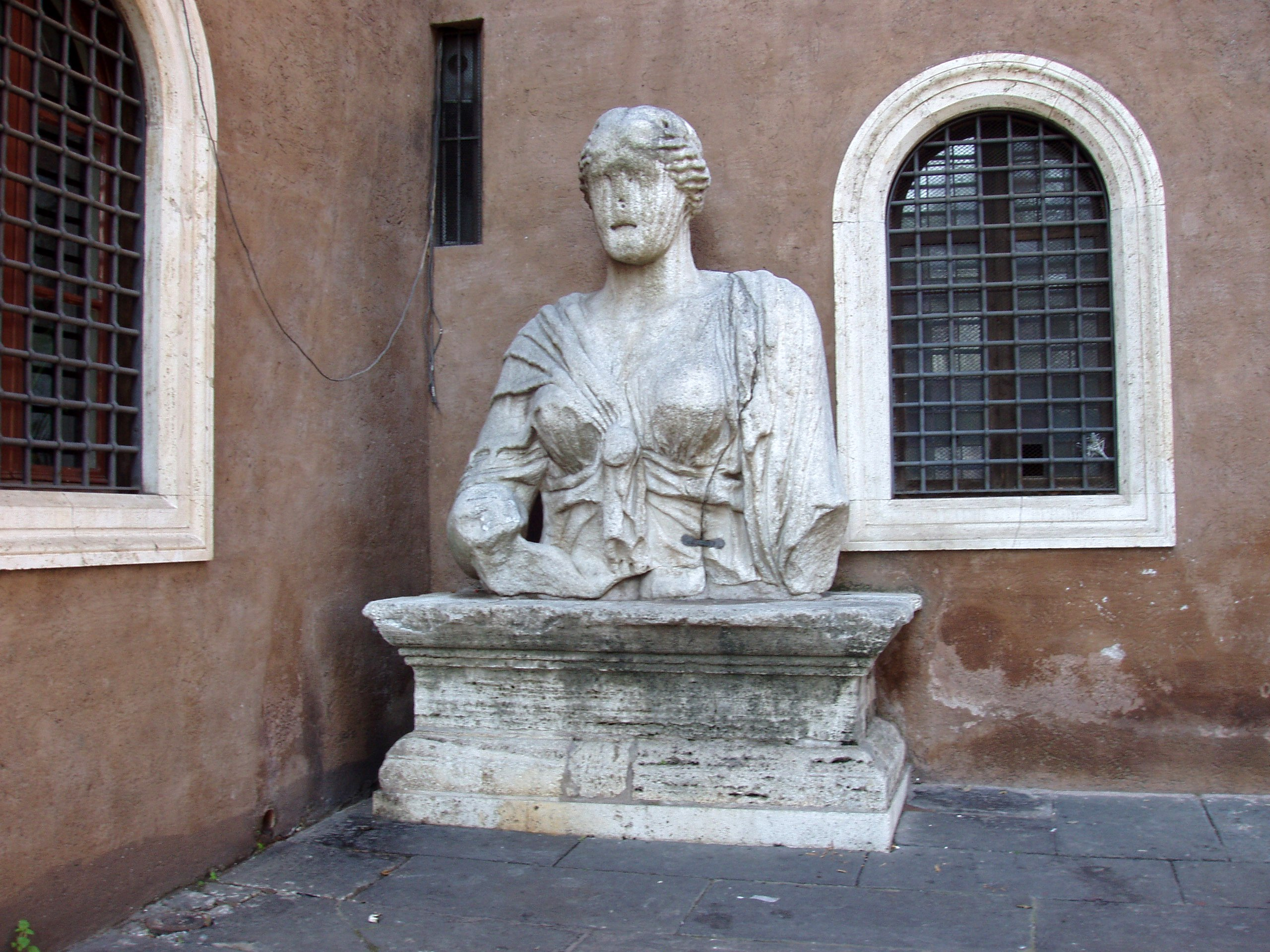
Madama Lucrezia encostada no Palazzo Venezia.

Madama Lucrezia é uma das seis estátuas falantes de Roma, a única que representa uma figura feminina. É um colossal busto da época romana, com cerca de três metros de altura e colocado na esquina do Palazzo Venezia e da basílica de San Marco Evangelista al Campidoglio, na Piazza Venezia (rione Pigna) por ordem do cardeal Lorenzo Cybo de Mari na década de 1590.

## História e descrição
Como no caso das demais estátuas falantes, é difícil assegurar uma identificação e as hipóteses são muitas: a mais acreditada defende tratar-se de uma estátua da deusa egípcia Ísis (ou uma de suas sacerdotisas) por causa do nó no peito em suas vestes, uma característica do culto à deusa. O busto parece ter sido doado a Lucrezia d'Alagno, a amante de Afonso V de Aragão, rei de Nápoles, que, depois da morte de Afonso e por causa da hostilidade de seu sucessor, se mudou para Roma e passou a viver perto do local onde hoje está a estátua. Daí deriva o nome popular da estátua, uma hipótese confirmada ainda pelo fato de que, no século XV, o termo "madama" era utilizado em Nápoles, mas não em Roma.
Como no caso das outras cinco estátuas falantes, a "voz" de diversas pasquinadas (poucas no caso desta estátua), as violentas e irreverentes sátiras cujo objetivo era atingir de forma dura e sempre de forma anônima os personagens públicos mais populares de Roma. Duas ficaram particularmente famosas: a primeira quando, em 1591, o papa Gregório XIV, já no final da vida, se mudou para o Palazzo Venezia esperando uma melhora que não ocorreu (ele contava também com a presença de um muro alto que abafava o barulho da cidade), e Lucrezia sentenciou que "A morte passou pelos portões". A outra foi durante a República Romana de 1799, quando o povo romano em revolta jogou no chão o busto e apareceu sobre os seus ombros a frase "Nem eu posso ver mais".

## Madama Lucreziae o Pé de Mármore
Segundo algumas teorias, o famoso Pé de Mármore, na Via del Pie di Marmo, seria parte da mesma estátua da qual fazia parte o busto da Madama Lucrezia: a evidência principal seria o fato de que tanto as roupas do busto quanto a sandália no Pé seriam ambos típicos das sacerdotisas de Ísis. Além disto, as dimensões de ambas as esculturas são correspondentes. Todavia, não existe uma análise mais profunda sobre esta hipótese.